# Donovan (Illinois)
Donovan es una villa ubicada en el condado de Iroquois en el estado estadounidense de Illinois. En el Censo de 2010 tenía una población de 304 habitantes y una densidad poblacional de 377,41 personas por km².

## Geografía
Donovan se encuentra ubicada en las coordenadas 40°53′7″N 87°36′51″O / 40.88528, -87.61417. Según la Oficina del Censo de los Estados Unidos, Donovan tiene una superficie total de 0.81 km², de la cual 0.81 km² corresponden a tierra firme y (0%) 0 km² es agua.

## Demografía
Según el censo de 2010, había 304 personas residiendo en Donovan. La densidad de población era de 377,41 hab./km². De los 304 habitantes, Donovan estaba compuesto por el 96.38% blancos, el 1.97% eran afroamericanos, el 0.66% eran amerindios, el 0.33% eran asiáticos, el 0% eran isleños del Pacífico, el 0.66% eran de otras razas y el 0% pertenecían a dos o más razas. Del total de la población el 1.64% eran hispanos o latinos de cualquier raza.